# Heinrich Hardt
Heinrich Hardt (* 16. September 1822 in Lennep; † 26. Juni 1889 in Berlin) war ein deutscher Unternehmer und Politiker.

## Leben
Seine Eltern waren Johann Engelbert (1783–1850) und Luise Hardt, geborene Hasenclever (1787–1867). Er gründete am 1. Juli 1847 zusammen mit seinem Bruder Richard von Hardt in New York City das Unternehmen Hardt & Co für den Handel mit Tuchwaren. 1854 gründeten sie das Unternehmen Hardt & Co. in Berlin.
Heinrich Hardt war ab 1867 Mitglied des Preußischen Abgeordnetenhauses. Er war verheiratet mit Ottilie von Bernuth (1827–1910). 1870 war er Mitgründer der Deutschen Bank in Berlin.